# Guillaume de Palerne
Guillaume de Palerne est un roman anonyme français en vers du XIIIe siècle. Il raconte les aventures du héros éponyme, enlevé par un loup-garou bienveillant puis recueilli par l'empereur de Rome ; amoureux de Melior, la fille de l'empereur, il finit par l'épouser. Le loup-garou retrouve sa forme humaine.

## Histoire du texte
Guillaume de Palerne a été écrit vers 1220 ou vers 1280, à la demande d'une Contesse Yolent (comtesse Yolande), généralement identifiée comme Yolande, fille de Baudouin IV, comte de Flandre. Le texte français en vers (9663 vers octosyllabiques à rimes plates) est conservé dans un seul manuscrit du XIIIe siècle,. Ce roman a été mis en prose au XVIe siècle et a connu plusieurs éditions imprimées,.
Vers 1350, une traduction en vers anglais assonancés (sans rimes), William of Palerne, a été réalisée pour Humphrey de Bohun (6e comte de Hereford) (en) (1309-1361) ; cette version est conservée dans un seul manuscrit.

## Intrigue
Le jeune Guillaume, fils du « roi de Puille » (Sicile et Apulie) et de Felise, fille de l'empereur de Grèce, est enlevé de Palerme par un loup-garou au moment où son oncle s'apprêtait à le tuer. La bête est Alphonse, fils du roi d'Espagne et cousin de Guillaume : il a été changé en loup par les enchantements de sa belle-mère. Guillaume, emmené à Rome, est découvert dans la forêt, où le loup-garou le nourrissait de fruits et de racines, par un vacher qui va l'élever comme son fils. Alors que Guillaume a grandi, l'empereur de Rome le rencontre dans la forêt lors d'une chasse, le prend à son service et en fait le page de sa fille Melior ; il l'arme chevalier et Guillaume met en fuite l'armée du duc de Saxe. Melior et Guillaume ne tardent pas à s'aimer, mais la jeune fille est destinée au fils de l'empereur de Grèce. Les deux jeunes gens amoureux s'enfuient dans les bois, cachés sous des peaux d'ours. Alphonse leur porte secours, fournit la nourriture et la protection des fugitifs, et les ramène à Palerme. Ces derniers se retrouvent à la cour de Felise, assiégée par le roi d'Espagne qui veut obtenir la main de Florence, sœur de Guillaume, pour son fils cadet. Un rêve avertit Felise de l'arrivée de Guillaume ; il est reconnu par le cheval de son père Brunsaudebruel, rétabli dans ses droits et il triomphe des assiégeants. Alphonse se fait reconnaître de son père qui contraint sa femme à lui rendre forme humaine. Guillaume épouse Melior, Alphonse Florence. Quand l'empereur de Rome meurt, Guillaume lui succède, et Alfonso devient roi d'Espagne à la mort de son père,.

## Les thèmes
L'amour de Guillaume et Melior est présenté comme l'amour courtois classique, avec de longs monologues où les amoureux expriment leur souffrance et leurs hésitations (Melior se défend d'un sentiment qui la porte à aimer un homme qu'elle pense d'une condition inférieure à la sienne).
Le thème du loup-garou avait déjà été utilisé par Marie de France dans le lai du Bisclavret, où, comme dans Guillaume de Palerne, l'homme atteint de lycanthropie n'est pas considéré comme maléfique. Le sort d'Alphonse est reflété par la décision de Guillaume et Melior de se déguiser avec des peaux d’animaux pour leur fuite, d’abord des peaux d’ours (vers 3059-3148) puis des peaux de cervidés (vers 4341-90).

### Éditions
- Guillaume de Palerne, éd. Henri Michelant, Paris : Société des anciens textes français, 1876 : édition du texte en vers du manuscrit conservé (Paris, bibliothèque de l'Arsenal).
- Guillaume de Palerne, roman du XIIIe siècle, édition avec introduction, notes et glossaire par Alexandre Micha, Genève, Droz (Textes littéraires français, 384), 1990, 347 p. Lire en ligne
- Guillaume de Palerne, texte présenté et traduit par Christine Ferlampin-Acher, Paris, Classiques Garnier, 2012, 284 p. (Moyen Âge en traduction)  (ISBN 978-2-8124-0875-5) : traduction en français moderne.

### Études
- Harry F. Williams, « Les versions de Guillaume de Palerne », Romania, vol. 73, 1952, p. 64-77 Lire en ligne.
- Raymonde Foreville et Pierre Bouet, « Guillaume de Palerne », dans : Robert Bossuat, Louis Pichard et Guy Raynaud de Lage (dir.), Dictionnaire des lettres françaises, t. 1 : Moyen Âge, éd. entièrement revue et mise à jour sous la dir. de Geneviève Hasenohr et Michel Zink, Paris, Fayard, 1992, p. 637-638.